# Sunnyvale, Kalifornija
Sunnyvale je grad u američkoj saveznoj državi Kaliforniji, u okrugu Santa Clara. Jedan je od najvećih gradova Silicijske doline: prema službenoj procjeni iz 2009. godine ima 138.826 stanovnika.
Osnovan 1897., Sunnyvale status grada ima od 1912. Nalazi se u blizini gradova San Jose, Santa Clara, Cupertino i Mountain View, 60 km jugoistočno od San Francisca te 30 km od pacifičke obale.
Kao dio Silicijske doline, Sunnyvale je mjesto gdje svoje središte ima mnogo tvrtki iz sfere visoke tehnologije, između ostalih Maxim Integrated Products, Juniper Networks, Palm, Inc., AMD, NetApp, Spansion, Yahoo!, Mirapoint i Ariba. Tu su također zrakoplovne tvrtke Lockheed Martin, Honeywell i Northrop Grumman Electronic Systems - Marine Systems.

## Poznati stanovnici
- Brian Boitano, klizač
- Teri Hatcher, glumica
- Steve Wozniak, suosnivač Applea

## Vanjske poveznice
- Službena stranica  Arhivirana inačica izvorne stranice od 21. rujna 2008. (Wayback Machine) (engl.)

### Ostali projekti
|  | Zajednički poslužitelj ima još gradiva o temi Sunnyvale, Kalifornija |